# John Dudley, 1. Duke of Northumberland

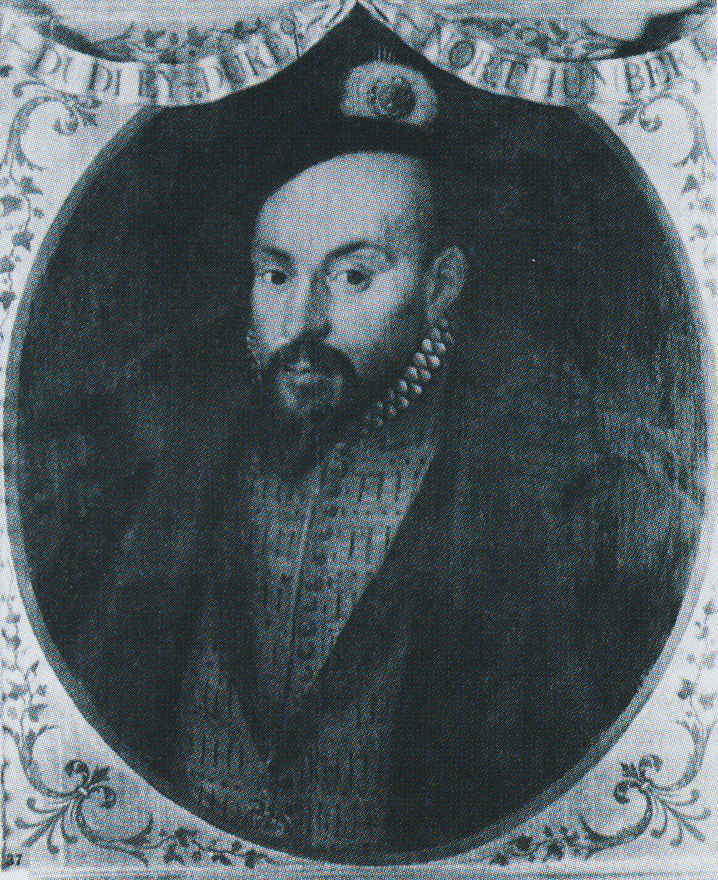
John Dudley, 1. Duke of Northumberland

John Dudley, 1. Duke of Northumberland (* 1504; † 22. August 1553 in London) war ein englischer Adliger, der von 1549 bis 1553 im Namen des minderjährigen Königs Edward VI. de facto England regierte. Nach dessen Tod 1553 versuchte er, seine Schwiegertochter Lady Jane Grey als Königin zu etablieren, was jedoch scheiterte und zu seiner Hinrichtung führte.

## Aufstieg
John Dudley war der älteste Sohn von Edmund Dudley, der König Heinrich VII. als Finanzberater diente. Heinrich VIII. ließ den verhassten Steuer- und Finanzfachmann seines Vaters kurz nach seiner Thronbesteigung verhaften und hinrichten (1510). Seine Mutter Elizabeth Grey (ca. 1482–1525) war die zweite Frau des Vaters gewesen. Sie heiratete im folgenden Jahr Arthur Plantagenet, den illegitimen Sohn von Eduard IV., der als Onkel des neuen Königs bei diesem hoch in Gunst stand und als Hochzeitsgeschenk einen Großteil der beschlagnahmten Güter von Edmund Dudley erhielt. Aus der zweiten Ehe seiner Mutter hatte John Dudley drei Halbschwestern.
John Dudley wurde Mündel von Sir Edward Guildford, in dessen Haushalt er aufwuchs, und dessen Tochter und Erbin Jane Guildford er heiratete. Guildford war ein wichtiger Mann am Hofe, wodurch sich auch John Dudley Karrierechancen boten. Er bewährte sich als Kommandant an der schottischen Grenze und als Vizeadmiral zur See. Heinrich VIII. ernannte Dudley 1542 zum Lord High Admiral (Oberbefehlshaber der Kriegsmarine). Außerdem erhielt er nach dem Tod seines Stiefvaters den Titel eines Viscount Lisle, den bereits sein Großvater mütterlicherseits getragen hatte. Im Krieg gegen Frankreich (1544) gelang es Dudley, einige Seegefechte im Kanal zu gewinnen und dadurch hohes Ansehen beim König zu erreichen.
Der zu diesem Zeitpunkt bereits schwer erkrankte Heinrich VIII. berief am 30. Dezember 1546 John Dudley in einen sechzehnköpfigen Regentschaftsrat, der gemeinschaftlich für seinen neunjährigen Sohn Edward regieren sollte. Am 28. Januar 1547 starb Heinrich VIII. Edward Seymour, der Onkel des Kronprinzen, hielt seinen Tod geheim, bis geklärt war, ob er als Lordprotektor den Privy Council anführen würde. Am 4. Februar 1547 wurde Edward Seymour zum Duke of Somerset erhoben. John Dudley wurde Kämmerer und Earl of Warwick. Vom Amt des Lord High Admirals musste Dudley aber zugunsten von Thomas Seymour, dem jüngeren Bruder des Lordprotektors, zurücktreten. Als Lord Lieutenant des Protektors unterstützte Dudley Edward Seymour bei dessen schottischen Kampagnen.
Im September 1547 bewährte sich Dudley in der Schlacht von Pinkie Cleugh, einem Sieg der Engländer über die Schotten. Im Sommer 1549 brachen in England infolge der Politik des Rates und aufgrund religiöser Probleme mehrere Unruhen aus. In Norfolk rebellierte der Gerber Robert Ket. Ket führte zeitweise 16.000 Bewaffnete und beherrschte das Gebiet um Norfolk. Die Ket-Rebellen hofften vergeblich, dass der „gute Herzog Somerset“ die Armen gegen die ortsansässigen Landadligen unterstützen werde. Nachdem ein früherer Kommandant, der Marquess of Northampton, gescheitert war, schickte Somerset John Dudley mit Truppen nach Norfolk. Das Bauernheer wurde in der Schlacht bei Dussindale vernichtet.

## De factoRegent

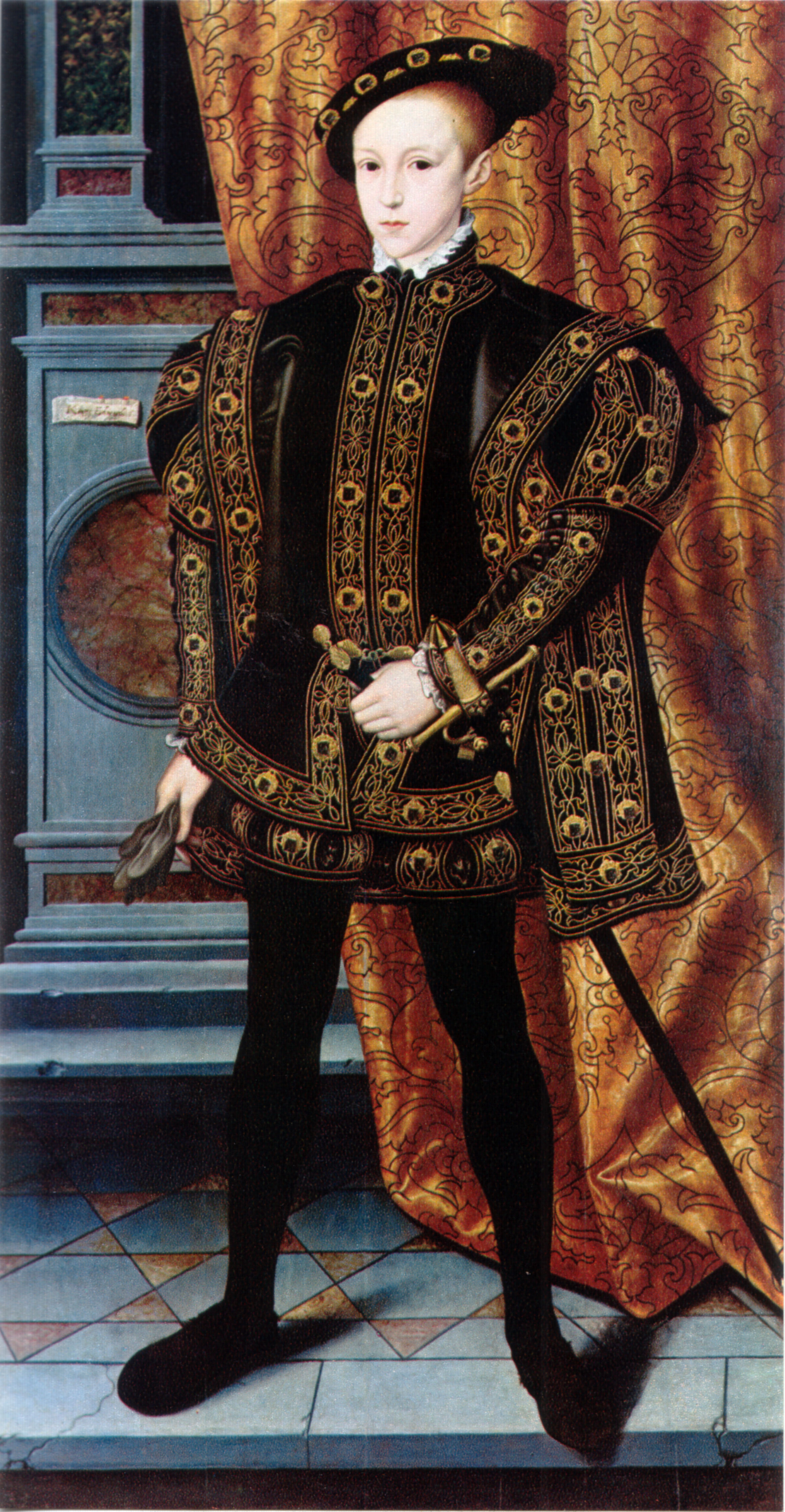
König Edward VI.; Guillem Scrotes zugeschriebenes Gemälde (um 1550)

Bereits nach wenigen Monaten erhoben sich die ersten Stimmen gegen die unumschränkte Herrschaft des Protektors Somerset und zum jungen König hatte er kein gutes Verhältnis. Zahlreiche Ratsmitglieder, darunter Erzbischof Thomas Cranmer, stellten sich offen gegen Somerset und hinter Dudley, der eine Art Palastrevolution anführte. Somerset brachte vorsorglich am 6. Oktober 1549 den König nach Windsor und am 13. Oktober 1549 umstellten Dudleys Truppen Windsor Castle. Somerset und seine ehrgeizige Gemahlin wurden im Tower inhaftiert.
John Dudley erklärte sich zum Lord President of the Council. Er verzichtete auf den Titel „Lordprotektor“, sicherte sich jedoch alle Schlüsselstellungen in der Regierung. Unauffällig hielt er die ganze Macht in seinen Händen. Schließlich wurde am 10. Februar 1550 der Duke of Somerset wieder in den Privy Council aufgenommen. Die Versöhnung wurde mit der Hochzeit von Dudleys ältestem Sohn mit einer Tochter Somersets am 4. Juni 1550 besiegelt.
Als Regent beendete Dudley die kostspieligen Kriege gegen Frankreich (Frieden von Boulogne, 1550 – Boulogne ging an Frankreich) und Schottland (Frieden von Angers, 1551). Gleichzeitig vereinbarte er eine Verlobung zwischen Eduard VI. und Elisabeth von Valois, einer Tochter des französischen Königs Heinrich II.
John Dudley unterstützte den radikalen Protestantismus und forcierte die Enteignung der katholischen Kirche. Protestantische Bischöfe wurden erst nach erheblichen materiellen Zugeständnissen in ihre Ämter eingeführt.
Am 11. Oktober 1551 wurde John Dudley vom König zum Duke of Northumberland erhoben. Wenige Tage später ließ Dudley Edward Seymour verhaften und am 24. Oktober 1551 begann der Prozess wegen Hochverrats gegen den ehemaligen Lordprotektor. Seymour wurde zum Tode verurteilt und am 22. Januar 1552 auf dem Tower Hill enthauptet; der junge König vermerkte die Hinrichtung seines Onkels kurz und unpersönlich in seinem Tagebuch. Dudley bezog Edward zunehmend in die Entscheidungen des Privy Council ein und entwickelte ein enges persönliches Verhältnis zu dem Heranwachsenden.

## Die Änderung der Thronfolge
Im Frühjahr 1553 erarbeitete der vermutlich an Schwindsucht leidende König Eduard VI. ein Papier („My devise of the Succession“), welches unter Ausschluss seiner offiziell illegitimen Halbschwestern Maria und Elisabeth die Thronfolge nur für männliche Nachkommen vorsah, die es jedoch nicht gab. Später änderte der König sein Manuskript dahingehend, dass die Erbfolge auf Lady Jane Grey, eine Großnichte Heinrichs VIII., direkt übergehen sollte. So wollte Eduard angesichts seines nahenden Todes einen katholischen Thronfolger verhindern. Jane Grey heiratete am 21. Mai 1553 den zweitjüngsten Sohn Dudleys, Guildford Dudley. Ob die Heirat vor oder nach der Thronfolgeänderung vereinbart worden war, ist umstritten. Ebenso, inwiefern die Thronfolgeänderung auf die Einflussnahme Dudleys zurückzuführen war; wahrscheinlich ging sie vom jungen König aus. Dudley geriet zusehends in Panik, wie er dem französischen Botschafter gestand: "Was würdet Ihr in meinem Falle tun?" Knapp drei Wochen vor seinem Tod setzte Edward VI. mithilfe der einschüchternden Persönlichkeit Dudleys den Ausschluss Marias und Elisabeths von der Thronfolge durch.

## Sturz und Hinrichtung

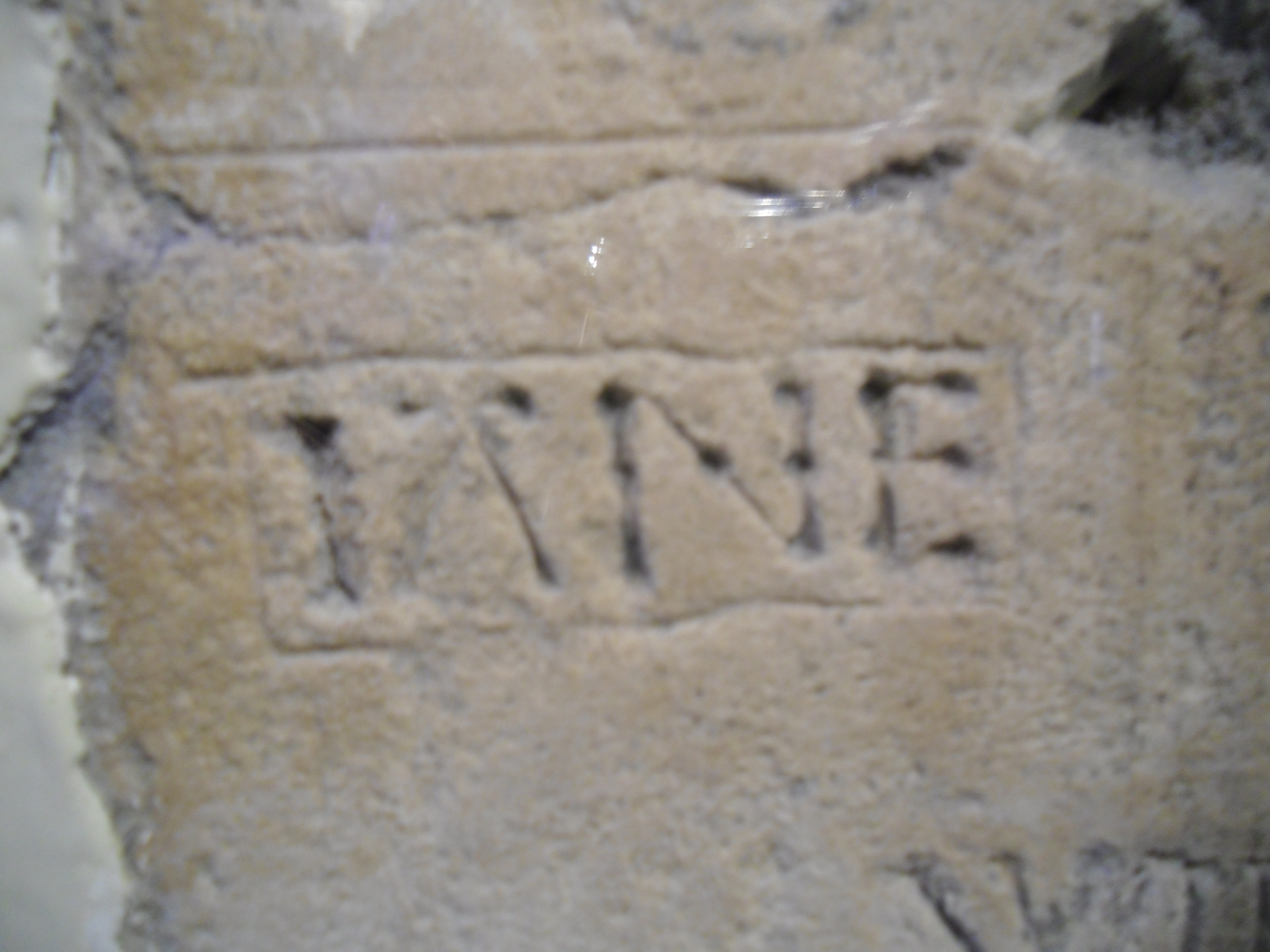
Gravierung mit dem Namen Jane Grey im Beauchamp Tower des Tower of London. John Dudley zugeschrieben.

Dudley forderte Prinzessin Elisabeth auf, Abschied vom sterbenden König zu nehmen. Diese befürchtete ihre Beseitigung und kam der Aufforderung nicht nach. Am 6. Juli 1553 starb Eduard VI. Dudley verheimlichte den Tod des Königs und sandte Truppen aus, um Maria Tudor zu verhaften, die sich ebenfalls geweigert hatte, ans Sterbebett ihres Halbbruders zu eilen. Dudley hatte jedoch zu lange gezögert, und Maria war gewarnt und konnte sich rechtzeitig nach Norfolk zu den katholischen Howards in Sicherheit bringen. Am 9. Juli 1553 wurde Lady Jane Grey als Königin proklamiert.
Maria sammelte ihre Anhängerschaft und wurde am 10. Juli 1553 in Norfolk zur Königin ausgerufen. Dudley zog auf persönlichen Befehl Janes mit einem Heer nach Norfolk. Aber das Heer löste sich auf. Viele Soldaten desertierten und liefen zu Maria über. Das Volk war nicht bereit, die Legitimität Marias anzuzweifeln. Der Regentschaftsrat nutzte die Abwesenheit Dudleys zu dessen Sturz. Am 18. Juli 1553 wurde Dudley in Cambridge verhaftet; kurz zuvor hatte er selbst dort bereits Königin Maria proklamiert.
Der Privy Council in London unterwarf sich Maria. Der Vater Janes, der Duke of Suffolk, riss das Staatswappen seiner Tochter herab und überließ sie ihrem weiteren Schicksal. Als Dudley in den Tower gebracht wurde, kam es zu spontanen Protesten der aufgebrachten Londoner Bevölkerung, die ihn mit Steinen und Unrat bewarf. In dieser Zeit kursierte auch das Pamphlet The Epistle of Poor Pratte: „Der große Teufel Dudley herrscht (ich hätte Herzog sagen sollen).“ Nach seinem Prozess, bei dem seine bisherigen Ratskollegen über ihn zu Gericht saßen, kehrte er nach einer Aussprache mit Bischof Stephen Gardiner zum katholischen Glauben zurück. Nach öffentlichen Reuebekundungen und einer geistreichen Ansprache auf dem Schafott wurde er am 22. August 1553 vor einer riesigen Menschenmenge auf dem Tower Hill enthauptet.
John Dudley hinterließ zahlreiche Kinder. Seine Tochter Mary Dudley war die Mutter von Mary, Philip und Robert Sidney. Sein Sohn Guildford Dudley wurde am 12. Februar 1554 siebzehnjährig hingerichtet. Am selben Tag wurde auch die sechzehnjährige Jane Grey enthauptet. Die anderen Söhne Dudleys wurden ebenfalls zum Tode verurteilt, aber nach achtzehn Monaten Haft freigelassen. Robert Dudley, 1. Earl of Leicester (1532–1588) war später der langjährige Favorit von Elisabeth I.

## Wirtschaftspolitik
John Dudley verkörperte den im Hochadel sehr verbreiteten Typ des Grundstücksspekulanten, der sich an enteignetem Kirchenbesitz bereicherte.
Anna von Kleve schrieb 1550 an ihren Bruder: „Gott weiß, was als nächstes geschehen wird! Und alles wird in diesem Land so teuer, dass ich keine Ahnung habe, wie ich es schaffen soll, meinen Haushalt in Ordnung zu halten.“ 1551 erkannten Wirtschaftsexperten, dass die Preise sich nur stabilisieren könnten, wenn die seit 1544 verschlechterten Münzen aus dem Verkehr gezogen und durch mit angemessenem Silbergehalt neu geprägte Münzen ersetzt würden. Dudley gab die geplante Münzverbesserung vier Monate im Voraus bekannt. Aufgrund von Manipulationen kam es zu heftigen Preisanstiegen im Sommer 1551. Kurzzeitig nutzte Dudley die Vorteile der Münzverschlechterung, da diese Münzverschlechterung den Tuchhandel zwischen London und Antwerpen stimulierte. Dudley leitete jedoch nach der Herausgabe der neuen Münzen entschlossen die Stabilisierung der englischen Währung ein. Aufgrund dieser Maßnahmen konnte Elisabeth I. mit einer gefestigten Währung regieren.
John Dudley förderte die Seefahrt. 1552 gründete er eine Gesellschaft, die eine Expedition von Richard Chancellor ausrüstete. Chancellor sollte den nordöstlichen Seeweg nach Amerika entdecken. Er erreichte das Weiße Meer und ankerte bei Cholmogory (das heutige Archangelsk). Chancellor gelangte nach Moskau und schuf dort die Voraussetzungen für den englisch-russischen Handel. Aus der von Dudley gegründeten Gesellschaft bildete sich 1555 die Muscovy Company (Moskowitische Gesellschaft).
John Dudley versuchte, den Verfall der Flotte aufzuhalten. Dies gelang ihm nicht. Lediglich der Bau einer Werft bei Chatham an den Ufern des Medway ist seiner Initiative zu verdanken.